# Филлипс, Питер Чарльз Бонест
Питер Чарльз Бонест Филлипс (англ. Peter Charles Bonest Phillips; родился 23 марта 1948, Уэймут, Англия) — новозеландский экономист, стерлингский профессор экономики Йельского университета, соавтор теста Филлипса-Перрона.

## Биография
Питер родился 23 марта 1948 года в Уэймут, Англия. В 1961—1965 годах Филлипс учился в средней школе Маунта Альберта, а в 1965 году закончил её с отличием. В 1964 году имел стипендию Джона Уильямсона и стипендию от ASB Bank.
Филлипс в 1969 году получил степень бакалавра по экономике и математике в Оклендском университете, магистерскую степень по экономике получил там же в 1971 году, написав диссертацию на тему «Структурная оценка стохастических дифференциальных систем уравнений». В 1974 году удостоен докторской степени по экономике в Лондонской школе экономики и политических наук. Его диссертация называлась «Проблемы в оценке непрерывным временем модели», а научным руководителем был Сарган, Денис.
Преподавательскую деятельность Филлипс начал в 1969 году в должности преподавателя экономики в Оклендском университете, в 1970—1971 годах продолжил в должности младшего преподавателем экономики. Был преподавателем по экономике в Эссекском университете в 1972—1976 годах. В 1976—1979 годах занял должность полного профессора эконометрики и социальной статистики, а в 1976—1978 годах был заведующим кафедры в Бирмингемском университете. В 1979—1985 годах стал профессором экономики и статистики, в 1985—1989 годах профессором экономики и статистики кафедры имени Стэнли Ресора, с 1989 года стерлингский профессор экономики и профессор статистики Йельского университета.
Является членом Эконометрического общества с 1981 года, членом Американской статистической ассоциации с 1993 года, почётным членом Королевского общества Новой Зеландии с 1994 года, членом Американской академии искусств и наук с 1996 года, членом Общества моделирования и симуляции Австралии и Новой Зеландии с 2003 года, почётным членом Новозеландской ассоциации экономистов с 2004 года, членом Института математической статистики с 2005 года, членом-корреспондентом Британской академии с 2008 года, членом Общества финансовой эконометрики (SoFiE) с 2013 года. В 1986 году был приглашённым профессором в университете Монаша, а в 1989 году в Институте перспективных исследований (в Вене). В 1999—2009 годах приглашенный адъюнкт — профессор по эконометрике в Йоркском университете. С 2009 года приглашенный адъюнкт — профессор по экономике Саутгемптонского университета. В 2008—2013 годах содиректор Центра финансовой эконометрии при Сингапурском университете менеджмента. Приглашенный профессор Сингапурского университета менеджмента в 2005—2007 годах.
Был членом редколлегии Review of Economic Studies в 1975—1980 годах, помощником редактором Econometrica в 1978—1984 годах, редактором Econometric Theory с 1984 года, и «Themes in Modern Econometrics» с 1991 года, и «Asia Pacific Economic Review» в 1995—1999 годах, консультационным редактором Macroeconomic Dynamics в 1996—2004 годах, и «New Zealand Economic Papers» с 2007 года, членом консультационного совета «Annals of Computational and Financial Econometrics» с 2013 года.
Семья
Питер женат на Деборе Блэд и у них имеется трое детей (Даниэль Ладе, Джастин Бонест и Лара Кимберли).

## Вклад в науку
Известен как соавтор теста Филлипса-Перрона.

## Награды
- 1966 — стипендия первокурсника от Оклендского университета,
- 1968 — ежегодная премия в области экономики от Оклендского университета,
- 1969 — главная стипендия в области математики от Оклендского университета,
- 1970 — стипендия от BNSW[англ.],
- 1971 — стипендия аспиранта,
- 1971 — стипендия Содружества[англ.] между Новой Зеландии и Англии,
- 1979 — почётный магистр делового администрирования Йельского университета,
- 1983 — стипендия Японского общества по продвижению науки[англ.],
- 1984 — стипендия Гуггенхайма,
- 1988 — почётный член Journal of Econometrics[англ.],
- 1989 — почётный лектор Лондонской школы экономики и политических наук,
- 1992—2011 — почётный бывший профессор экономики Оклендского университета,
- 1993 — почётный докладчик на лекции памяти Дж. Маршака от Эконометрического общества,
- 1993—1997 — почётный старший научный сотрудник Института международного бизнеса Голдринга при Тулейнском университете,
- 1994 — почётный докладчик на лекции памяти Фишера и Шульца[англ.] от Эконометрического общества,
- 1996 — награда «Plura Scripsit» от Econometric Theory[англ.],
- 1997 — учитель года от Йельского университета,
- 1998 — Новозеландская медаль в области науки и техники,
- 1999 — награда «Plurima Scripsit» от Econometric Theory[англ.],
- 2000 — экономист года Новой Зеландии по версии NZIER[англ.]/Qantas,
- 2001 — почётный автор Journal of Applied Econometrics[англ.],
- 2002 — почётный докладчик на лекции памяти Дж.Д.Саргана[англ.] от Королевского экономического Общества[англ.],
- 2002 — советник года от Йельского университета,
- 2003 — Biennial медаль от Общества моделирования и симуляции Австралии и Новой Зеландии,
- 2008 — почётный профессор Сингапурского университета менеджмента[англ.],
- 2009 — почётный иностранный член Грейнджер Центра Ноттингемского университета,
- 2010 — советник года от Йельского университета,
- 2011 — награда за выдающиеся длительные исследования от Школы бизнеса при Оклендском университете,
- 2012 — почётный доктор Йоркского университета[англ.]*,
- 2012 — почётный профессор Оклендского университета,
- 2013 — награда за выдающиеся исследования от Сингапурского университета менеджмента[англ.],
- 2013 — Thomson Reuters Citation Laureates,
- 2013 — награда за жизненные достижения в эконометрике.